# Pachetra ravida
Pachetra ravida là một loài bướm đêm trong họ Noctuidae.